# 法理弘
法理 弘（ほうり ひろし、1945年11月11日 - ）は、北海道出身の元騎手。

## 経歴

### 1960年代
1964年3月1日に中山・阿部正太郎厩舎からデビューし、同日の中山第9競走5歳以上80万下・チヤレンジミー（10頭中9着）で初騎乗を果たすが、1年目の同年は0勝に終わる。
2年目の1965年4月29日の東京第4競走障害4歳以上オープン・フジノオーで初勝利を挙げたが、フジノオーは日本国内最後の勝利となり、法理は国内最後のレースでも手綱を取った。
阿部厩舎では加賀武見・関口健太郎の弟弟子、後には成島正規の兄弟子となり、阿部に育てられた障害騎手として活躍。
フジノオーと同じ橋本輝雄厩舎で同じ馬主のフジノホマレ、フジノオーの全弟フジノチカラにも騎乗。フジノホマレでは8月14日の函館第8競走北海ステークスを7頭中6番人気で制し平地初勝利を挙げ、フジノチカラでは9月4日の函館第5競走4歳以上オープンでキーストンの5着に入り、同年は4勝をマーク。
3年目の1966年には10月8日・9日の東京で初の2日連続勝利を挙げ、フジノチカラでは東京障害特別（秋）で2着に入った。1月29日の東京第7競走5歳以上オープンでは前年の第10回有馬記念3着馬ブルタカチホでヒシマサヒデの2着、同レース2着馬ミハルカスにも12月17日の中山第8競走4歳以上オープンで騎乗して2着に入った。
1967年にはフジノチカラで東京障害特別（春）2着に入り、10月21日の京都第11競走伏見特別を6頭中6番人気のアリストクラトで制し2年ぶりの平地勝利を挙げる。
1968年には1月14日の中山第3競走障害5歳以上未勝利を作家の吉屋信子が所有するリツシユンで勝利し、5月3日の中山第3競走障害5歳以上未勝利では8頭中7番人気のダビンチで勝利し単勝万馬券の波乱を呼んだ。
1969年には前年春の天皇賞と宝塚記念を共に大差勝ちしたヒカルタカイに平場オープンで全て騎乗し、2月8日の復帰初戦は10着と大敗、同22日には前年のオークス馬ルピナスを抑えて勝利するがこの1勝に終わる。6月の東京→中山のオープンは共に2着、引退レースとなった12月6日の中山では同年のオークス馬シャダイターキンを抑えるもミノル・ニットエイトに先着を許す6着に終わった。

### 1970年代
1970年には障害に転向したハセタカラの主戦騎手を務め、東京障害特別（春）2着、中山大障害（春）で人馬共に重賞初勝利を挙げる。メリーダンサーで京都大障害（秋）を制し重賞2勝目を挙げ、スイノソレイユで東京障害特別（秋）2着となり、同年は自身唯一の2桁勝利で自己最多の19勝をマーク。
1971年にはメリーダンサーで東京障害特別（春）を制して重賞3勝目、中山大障害（春）、京都大障害（秋）、62kgを背負った東京障害特別（秋）では2着に入った。4頭立ての京都大障害（春）ではエナージターフで2着に入った。
1972年には7月9日の東京第3競走4歳未勝利を21頭中12番人気のホウライコウで勝利するが、平地での最後の勝利となった。
1973年にはクリユタカで中山大障害（春）3着、東京障害特別（秋）2着を経て、中山大障害（秋）で12頭中10番人気ながら重賞初勝利に導くと同時に自身は重賞4勝目と大障害2勝目を挙げた。
1974年には3月17日の中山第5競走障害5歳以上勝入でクリリリーに騎乗し初東上のグランドマーチスに勝利、9月8日の東京第4競走障害4歳以上未勝利では平地時代に重賞2勝の牝馬ラファールを大差勝ちでの障害初勝利に導いた。
1975年には中山大障害（春）でサクラオンリーに騎乗してグランドマーチスの6馬身差2着に入り、中山大障害（秋）では落馬負傷の寺井千万基に替わってグランドマーチスに騎乗。当日は単勝1.1倍という圧倒的人気であり、法理は他の馬の落馬の煽りを受けないことを第一と考え、3つ目の土塁で転倒したゴールドシャトーを巧く交わすと、そのまま先頭に立つ。終始楽な手応えで直線で後続を突き放すと、追い込んだバローネターフに5馬身差で中山大障害4連覇、中央競馬初の獲得賞金3億円を達成したが、グランドマーチスにとって最後の勝利となった。大役を果たした法理は「まともなら必勝。とにかく落ちないことをだけを考えて…。寺井君が一番喜んでくれるでしょう」とコメントしている。
1976年には障害に転向し、後に有珠山噴火で経営危機に陥ったメジロ牧場を存亡の危機から救ったメジロアシガラの手綱を任され、騎乗した5戦で全て入着と堅実な成績を収める。
1977年7月9日の中山第4競走障害4歳以上勝入300万下・クリヤシオが最後の勝利となり、翌10日の中山第4競走障害4歳以上未勝利・サンミスター（13頭中10着）を最後に現役を引退。

## 騎手成績
| 通算成績 | 1着 | 2着 | 3着 | 4着以下 | 出走回数 | 勝率 | 連対率 |
| -------- | --- | --- | --- | ------- | -------- | ---- | ------ |
| 平地     | 10  | 15  | 16  | 97      | 138      | .072 | .181   |
| 障害     | 67  | 61  | 54  | 185     | 367      | .183 | .349   |
| 計       | 77  | 76  | 70  | 282     | 505      | .152 | .303   |

主な騎乗馬
- ハセタカラ（1970年中山大障害 (春)）
- メリーダンサー（1970年京都大障害 (秋)・1971年東京障害特別 (春)）
- クリユタカ（1973年中山大障害 (秋)）
- グランドマーチス（1975年中山大障害 (秋)）